# محمد نصوح
محمد نصوح (26 يناير 2003) هو لاعب كرة قدم مغربي، يلعب في خط وسط نادي سبارتا روتردام. ولد في هولندا، وهو لاعب دولي مع منتخب المغرب للشباب.

## حياة مهنية

### آيندهوفن
تخرج من أكاديمية نادي آيندهوفن، ووقع أول عقد احترافي له في يوليو 2020. ظهر لأول مرة على المستوى الاحترافي في 19 أبريل 2021 مع نادي شباب آيندهوفن في دوري الدرجة الأولى ضد دي غرافشاب.
في 17 نوفمبر 2021، وقع على تمديد عقد يبقيه في آيندهوفن حتى عام 2024. في موسم 2023–24، عُيّن قائدًا لفريق شباب آيندهوفن.

### سبارتا روتردام
في 13 أبريل 2024، أُعلن أن نصوح سينضم إلى نادي سبارتا روتردام في الدوري الهولندي الممتاز في صفقة انتقال مجانية في 1 يوليو 2024، وقد وقع عقدًا مدته أربع سنوات مع النادي.

## المسيرة الدولية
ولد نصوح في هولندا، وهو من أصول مغربية. لعب مع منتخب هولندا تحت 19 سنة مرتين في عام 2019. وفي نوفمبر 2023، أستدعي للعب مع منتخب المغرب تحت 23 عامًا.

## إحصائيات المهنة
آخر تحديث 11 أغسطس 2024.
| النادي          | الموسم          | الدوري                        | الدوري | الدوري  | الكأس  | الكأس   | قاري   | قاري    | أخرى   | أخرى    | المجموع | المجموع |
| النادي          | الموسم          | المستوى                       | الظهور | الأهداف | الظهور | الأهداف | الظهور | الأهداف | الظهور | الأهداف | الظهور  | الأهداف |
| --------------- | --------------- | ----------------------------- | ------ | ------- | ------ | ------- | ------ | ------- | ------ | ------- | ------- | ------- |
| شباب آيندهوفن   | 2020–21         | الدوري الهولندي الدرجة الأولى | 4      | 0       | —      | —       | —      | —       | —      | —       | 4       | 0       |
| شباب آيندهوفن   | 2021–22         | الدوري الهولندي الدرجة الأولى | 30     | 3       | —      | —       | —      | —       | —      | —       | 30      | 3       |
| شباب آيندهوفن   | 2022–23         | الدوري الهولندي الدرجة الأولى | 35     | 6       | —      | —       | —      | —       | —      | —       | 35      | 6       |
| شباب آيندهوفن   | 2023–24         | الدوري الهولندي الدرجة الأولى | 37     | 10      | —      | —       | —      | —       | —      | —       | 37      | 10      |
| شباب آيندهوفن   | المجموع         | المجموع                       | 106    | 19      | 0      | 0       | 0      | 0       | 0      | 0       | 106     | 19      |
| سبارتا روتردام  | 2024–25         | الدوري الهولندي الممتاز       | 1      | 0       | 0      | 0       | 0      | 0       | 0      | 0       | 1       | 0       |
| المجموع الوظيفي | المجموع الوظيفي | المجموع الوظيفي               | 107    | 19      | 0      | 0       | 0      | 0       | 0      | 0       | 107     | 19      |